# Centroscymnus owstonii
Centroscymnus owstonii är en hajart som beskrevs av Garman 1906. Centroscymnus owstonii ingår i släktet Centroscymnus och familjen håkäringhajar. IUCN kategoriserar arten globalt som livskraftig. Inga underarter finns listade i Catalogue of Life.